# Tê giác đen phương nam
Tê giác đen phía nam (danh pháp hai phần: Diceros bicornis bicornis) là một phân loài của loài tê giác đen. Tê giác đen tây nam là phân loài thích hợp nhất với các điều kiện khô cằn và bán khô cằn ở xavan của Namibia, miền nam Angola, miền tây Botswana và miền tây Nam Phi.